# Хидроелектрана Ђердап I
Хидроелектрана Ђердап је систем од једне бранске и једне речне-проточне хидроелектране, „Ђердап I“ и „Ђердап II“, које су изграђене на реци Дунав на изласку из Ђердапске клисуре, на српско-румунској граници, тако да припада Србији и Румунији.
У укупној производњи електричне енергије у Србији електране Ђердап учествују са око 20%.

## Историјат
Прва иницијатива за искоришћавање енергетског потенцијала Ђердапског сектора Дунава и унапређење пловног пута забележена је још 1896. године. Повољне карактеристике ђердапског сектора биле су велика брзина воде и велики пад, водни вртлози, честе промене дубине воде и ширине корита. Са друге стране, постојала је стална опасност од хридина и подводних стена. Године 1896. завршено је извођење регулационих радова на Ђердапу, у оквиру којих је изграђен Сипски канал. Хуго Лутер, немачки инжењер који је водио ове радове, предложио је Министарству народне привреде Краљевине Србије да се завршетак регулације Ђердапа искористи за подизање постројења за производњу електричне енергије. Иако је затражио добијање концесија за коришћење водне енергије, захтев му није био одобрен.
Министарство пољопривреде и вода Краљевине Срба, Хрвата и Словенаца формирало је Ђердапску секцију са циљем да се изради „Студија о генералном уређењу Дунавског сектора званог „Ђердап“ – пловидба и искоришћење водене снаге“ 10. априла 1924. године. Студија је завршена 1928. године, а резултати су приказани у девет извештаја. Том приликом је усвојено решење по коме би се у сектору Ђердапа изградиле две хидроелектране, једна код Свињице, а друга код Сипа. То би подразумевало и подизање узводне бране између Гребена и Доњег Милановца и низводне бране испод Малих гвоздених врата. Идеја је подразумевала да је могуће извршити електрификација и индустријализација Србије, Срема, Баната и Бачке са енергијом са Ђердапа. Настанком светске економске кризе крајем двадесетих година прошлог века рад на овом пројекту је обустављен.
Завод за планирање Србије, „Енергопројект“ je у другој половини 1954. године израдио елаборат који је садржао процену вредности енергетског потенцијала ђердапског сектора. Анализе су показале да је хидроенергетски потенцијал ђердапског сектора Дунава по километру дужине тока четири до пет пута већи од потенцијала на суседним деоницама. Елаборат je 1956. године послужио као основа за разговоре о заједничкој изградњи хидроенергетског система током састанка председника Државног савета НР Румуније Георги Георгију Дежа (рум. Gheorghe Gheorghiu-Dej) и председника СФРЈ Јосипа Броза. У јуну 1957. године формирана је Мешовита југословенско-румунска комисија. У априлу 1960. године, владама Румуније и Југославије упућен је на усвајање Техничко-економски меморандум. Разматрано је више варијанти система и коначно је предложено најповољније – изградња две хидроелектране Ђердап 1 и Ђердап 2.
Споразум o изградњи система потписали  Георги Георгију Деж и  Јосип Броз Тито у Београду 30. новембра 1963. године. Два председника свечано су отворила радове на изградњи откривањем  спомен-плоча на обе стране Дунава 7. септембра 1964. године.
Ђердап I је саграђен 1970. године на 943. километру реке, 10 km узводно од Кладова. На српској и румунској страни Дунава је направљено по 6 генератора од по 176,3 MW. Снага генератора на прагу са српске стране износи 1.058 MW.
Инсталисани су за проток од 4800 m³/s и пуштани су у погон од 5. августа 1970. године до 16. маја 1972. Налази се у месту Караташ, а непосредно испод хидроцентрале се налазе остаци римске тврђаве Диана.
Пројекат потиче из споразума који је потписан између Социјалистичке Федеративне Републике Југославије и Народне Републике Румуније 1963. године, али идеја о изградњи хидроелектране на Дунаву датира још од средине педесетих година. Да би се олакшала изградња ове бране, на румунској страни велики део града Оршове морао је да се пресели у брда изнад клисуре као и да се изгради нова градска четврт са стамбеним блоковима ради пријема становништва из старе градске четврти. Острво Адакале, углавном насељено Турцима, такође је потопљено под водом, али тада су успешно сачувани многи стари предмети. Пут и железничка линија које повезују Крајову са Темишваром такође су морале бити померени нагоре.
Брана је дизајнирала Институт за Хидроелектричне Студије и Пројекте (ИСПХ) у Букурешт и Енергопројект Београд 1956-1960.
Акумулационо језеро је запремине 1380 милиона m³. Брана је симетрична, са преливном браном у средини и преводницама на румунској и српској страни. Годишње у просеку ради око 7500 часова и произведе око 6000 GWh. Турбине су Каплановог типа и пројектоване за падове од 17,5 до 35,4 метара. Генератори су совјетске производње ЛМЗ Лењинград, даље лиценцирано од стране УЧМ Решица.

## Галерија
- ХЕ Ђердап I
- Макета ХЕ Ђердап I
- ХЕ Ђердап I
- Машинска сала ХЕ Ђердап I
- Страница из дневника радова током изградње Ђердапа, 1964. година.
- Изградња загата
- Део темељне јаме
- Изградња машинске зграде
- Три делимично изграђена преливна поља на десној обали Дунава
- Изглед градилишта после преграђивања Дунава